# Резиута
Резиу̀та (на италиански: Resiutta; на фриулски: Resiute, Резиуте, на словенски: Na Bili, На Били) е село и община в Северна Италия, провинция Удине, автономен регион Фриули-Венеция Джулия. Разположено е на 316 m надморска височина. Населението на общината е 320 души (към 2010 г.).